# Chelsea Sodaro
Chelsea Sodaro (9 de mayo de 1989) es una deportista estadounidense que compite en triatlón. Ganó dos medallas en el Campeonato Mundial de Ironman, oro en 2022 y bronce en 2024.

## Palmarés internacional
| Campeonato Mundial | Campeonato Mundial     | Campeonato Mundial | Campeonato Mundial |
| Año                | Lugar                  | Medalla            | Prueba             |
| ------------------ | ---------------------- | ------------------ | ------------------ |
| 2022               | Hawái (Estados Unidos) | Medalla de oro     | Individual         |
| 2024               | Niza (Francia)         | Medalla de bronce  | Individual         |